# Labeo brachypoma
Labeo brachypoma är en fiskart som beskrevs av Günther, 1868. Labeo brachypoma ingår i släktet Labeo och familjen karpfiskar. IUCN kategoriserar arten globalt som otillräckligt studerad. Inga underarter finns listade i Catalogue of Life.